# Wałujewka (obwód wołgogradzki)
Wałujewka (ros. Валуевка) – wieś w Rosji, w obwodzie wołgogradzkim, w rejonie staropołtawskim. W 2010 liczyła 1071 mieszkańców.